# Монах
Калугер пренасочва насам.  За селото в Белоградчишко вижте Гранитово (област Видин).
Вижте пояснителната страница за други значения на Монах.
Монахът (ж.р. монахиня), наричан и калугер, е член на религиозна община, който дава обет за отказване от светския живот и приемане на аскетичен живот в целибат. Монасите живеят сами или заедно с други монаси (монахини), но задължително от същия пол, като поддържат някаква форма на физическо отделяне от светския живот и от хората, които не са се отдали на религиозен аскетизъм.
Монашеските общежития се наричат манастири (монастири).

## Православие
Християнското монашество възниква през ІІІ век, когато хиляди египетски християни отиват в пустинята Нитрия, югозападно от Александрия, за да подражават на живота на Свети Антоний, първия християнски монах. Християнските монаси обикновено живеят в манастири. Монах, който живее самотно, отделен от обществото, а понякога и от останалите монаси, се нарича отшелник.
Новопристигналите в манастира са послушници. Ако пожелаят да станат монаси, те дават обети за послушание, нестяжение и целомъдрие, и приемат последователно различните степени на схима.
В православието има три степени на служение: епископска, презвитерска (свещеническа) и дяконска. Обръщенията към монасите, в зависимост от тяхната степен, са:
| Титла                                  | Обръщение                 |
| -------------------------------------- | ------------------------- |
| Патриарх                               | Ваше Светейшество         |
| Митрополит                             | Ваше Високопреосвещенство |
| Епископ                                | Ваше Преосвещенство       |
| Архимандрит                            | Ваше Високопреподобие     |
| Йеромонах                              | Ваше Всепреподобие        |
| Монах, монахиня, йеродякон и архидякон | Ваше Преподобие           |

## Будизъм
В будизма обикновено има пробен период преди ръкополагането, при който се вижда дали кандидатът желае да стане будистки монах. Ако желае, остава в манастира, иначе е свободен да напусне.